# سلسلة محدودة (قصص مصورة)
في مجال كتب القصص المصورة السلسلة المحدودة  هي عبارة عن سلسلة قصص مصورة مع عدد محدد مسبقا من الإصدارات. السلسلة المحدودة تختلف عن السلسلة المستمرة في أن عدد الإصدارات محدد سلفا ويحدد قبل الإنتاج، وتختلف عن ون شوت في أنها مؤلفة من عدة إصدارات. وغالبا ما يستخدم هذا المصطلح بالتبادل مع سلسلة مصغرة عادة اعنمادا على طول وعدد الإصدارات. يشير كل من الناشر دارك هورس كومكس والناشر دي سي كومكس إلى السلاسل المحدودة التي تتكون من ما بين 2 إلى 11 عددا بسلسلة مصغرة.